# Корабельная Пахта (мыс)
Корабе́льная Па́хта — мыс на Мурманском берегу Баренцева моря. Административно относится к Кольскому району Мурманской области России.
Находится к северо-западу от острова Нокуева, между устьями рек Восточная Лица и Дроздовка, между мысами Ягодный и Сидоров. К северо-западу к мысу примыкает губа Корабельная, а к юго-востоку губа Червяная.
Имеет вид чёрного утёса (на поморском говоре пахта — отвесная скала, утёс). Высота — 92 метра над уровнем моря.
21 декабря 1944 года у мыса Корабельная Пахта немецкая подводная лодка U-995 артогнём и последующим тараном уничтожила мотобот «Решительный».